# Satu Rämö
Satu Rämö, född 7 januari 1980 i Forssa, i Finland, är en finländsk författare. Rämö flyttade till Island 2007 och började då skriva fackböcker om Island, främst resehandböcker, därefter började hon också skriva romaner, främst kriminallitteratur.  Rämö bor med man och barn i Ísafjörður på nordvästra Island.